# Euphorbia cataractarum
Euphorbia cataractarum är en törelväxtart som beskrevs av Susan Carter. Euphorbia cataractarum ingår i släktet törlar, och familjen törelväxter. Inga underarter finns listade i Catalogue of Life.